# Robert Ouko (athlétisme)
Pour les articles homonymes, voir Robert Ouko.
Robert Ouko, né le 24 octobre 1948 à Manga et mort le 18 août 2019 à Nairobi, est un athlète kényan spécialiste du 800 mètres.

## Carrière
Robert Ouko fait ses débuts sur la scène internationale à l'occasion des Jeux olympiques d'été de 1968, s'inclinant en demi-finale du 800 m. Aux Jeux du Commonwealth de 1970, Robert Ouko remporte deux médailles d'or, sur 800 m avec le temps de 1 min 46 s 8, et au titre du relais 4 × 400 m. La même année, il établit avec ses compatriotes kényans un nouveau record du monde du 4 × 800 m en 7 min 11 s 6.
En 1972, Robert Ouko se classe cinquième de la finale du 800 m des Jeux olympiques de Munich. Il remporte par ailleurs le titre olympique du 4 × 400 m aux côtés de Charles Asati, Hezahiah Nyamau et Julius Sang. L'équipe du Kenya devance, avec le temps de 2 min 59 s 8, le Royaume-Uni et la France et profite du forfait de l'équipe des États-Unis, favorite de l'épreuve.
Ses meilleures performances sont de 46 s 2 sur 400 m (1970) et 1 min 46 s 0 sur 800 m (1972).
Après sa carrière sportive, Robert Ouko fut nommé Secrétaire général de la Kenyan Amateur Athletic Association, la fédération nationale d'athlétisme du Kenya.

## Palmarès
| Date | Compétition          | Lieu      | Place | Discipline |
| ---- | -------------------- | --------- | ----- | ---------- |
| 1970 | Jeux du Commonwealth | Édimbourg | 1er   | 800 m      |
| 1970 | Jeux du Commonwealth | Édimbourg | 1er   | 4 × 400 m  |
| 1972 | Jeux olympiques      | Munich    | 5e    | 800 m      |
| 1972 | Jeux olympiques      | Munich    | 1er   | 4 × 400 m  |